# Corte suprema della Repubblica Slovacca
La Corte suprema della Repubblica Slovacca è uno dei due più alti organi giudiziari della magistratura slovacca: è la più alta autorità giudiziaria nel campo della giustizia civile e penale, garantendo l'unità nell'interpretazione del diritto civile (anche del lavoro, commerciale, successorio...) e del diritto penale, nonché delle relative procedure, nei tribunali di grado inferiore, ovvero nei tribunali distrettuali, regionali e nel tribunale penale specializzato.
Dal punto di vista della gerarchia dei tribunali è equiparato alla Corte amministrativa suprema. La sede del tribunale è a Bratislava. Esegue l'attività giudiziaria decidendo sui ricorsi, sui reclami e soprattutto sui ricorsi contro le decisioni dei tribunali regionali e del tribunale penale specializzato alle condizioni stabilite dalle norme procedurali. La Corte si articola in più sezioni di 3 e 5 membri.
La Corte suprema è presieduta da un Presidente nominato dal Presidente della Repubblica per un periodo di 5 anni tra i giudici della Corte stessa e su proposta del Consiglio giudiziario. Le medesime norme si applicano per l'individuazione del Vicepresidente. Gli uffici di Presidente e di Vicepresidente della Corte suprema possono essere esercitati per un massimo di due mandati consecutivi.
La Corte suprema per il territorio slovacco è stata istituita per la prima volta il 1º gennaio 1970 come Corte suprema della Repubblica Socialista Slovacca e, dopo lo scioglimento delle Repubblica Federale Ceca e Slovacca, esiste dal 1° gennaio 1993 con la configurazione attuale.